# ウィーン応用美術大学
ウィーン応用美術大学（ドイツ語: Universität für angewandte Kunst Wien, Die Angewandte）は、オーストリアの首都ウィーンにある大学。1970年に大学としての地位を得た。

## 沿革

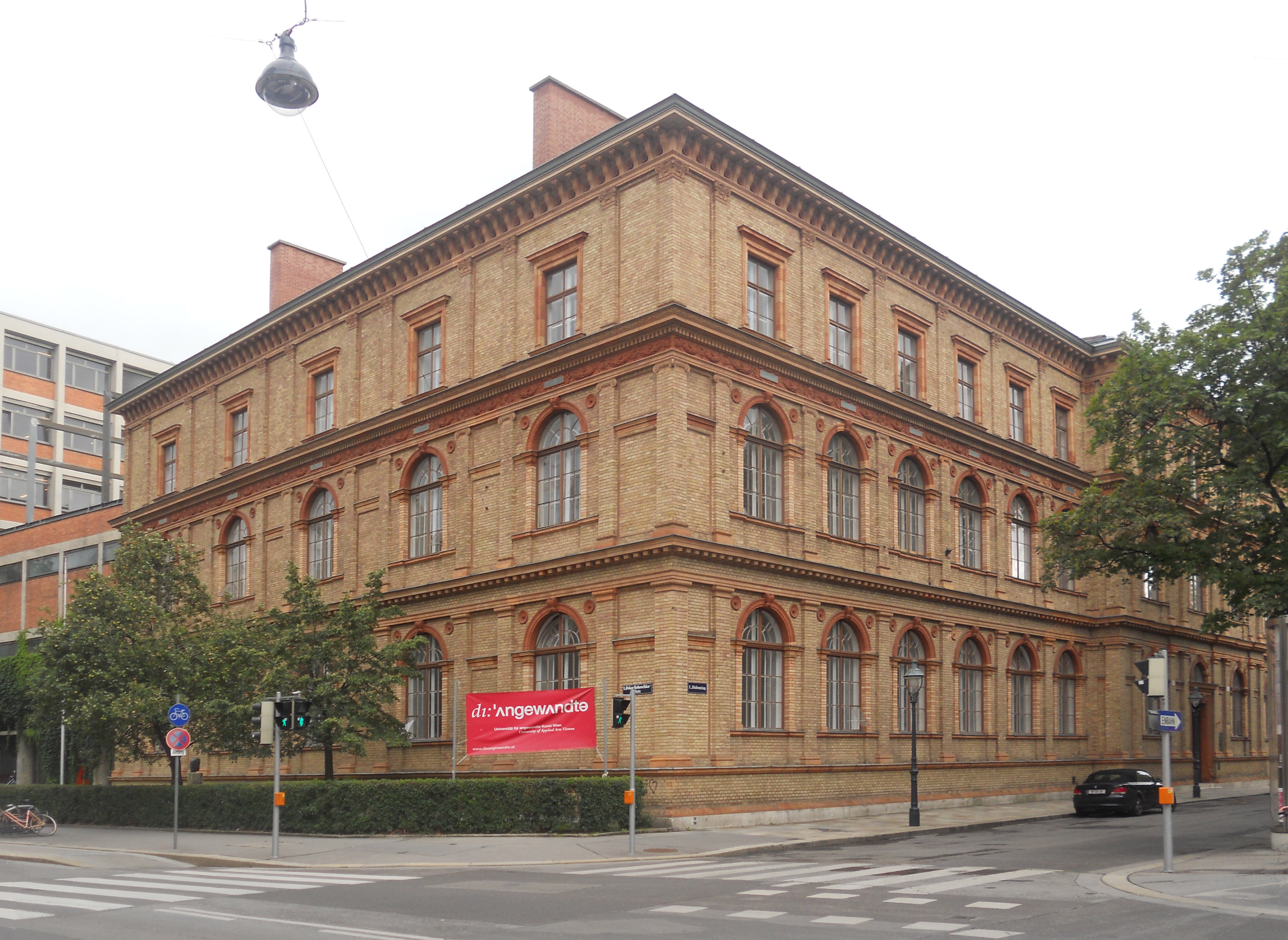
シュトゥーベンリングから撮った校舎

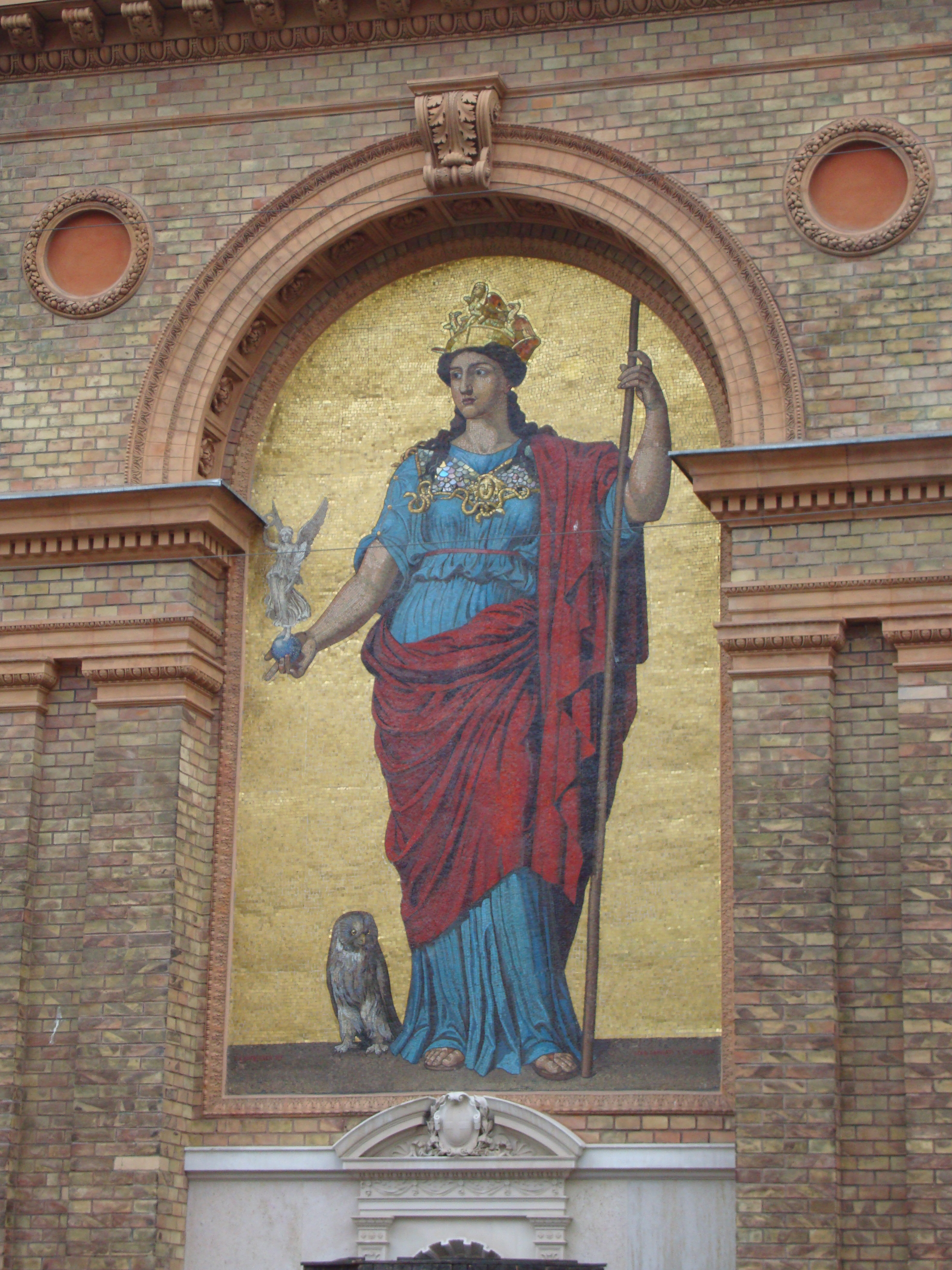
シュトゥーベンリングのファサード

応用美術大学は1867年にオーストリア芸術産業博物館付属工芸美術学校として創立された。この種の学校としては、ヨーロッパ大陸で初めてのものであった。1941年、高等教育機関になった。1970年、大学の地位を得た。1998年、応用美術大学へと改称した。
応用美術大学の歴代教員・学生には次のように有名なアーティストがいる。グスタフ・クリムト、オスカー・ココシュカ、ヴィヴィアン・ウエストウッド、カール・ラガーフェルド、ジル・サンダー、ピピロッティ・リスト、マッテオ・テュン、フランソワ・ヴァレンティーニ、ヒューゴ・マークル、ステファン・サグマイスター。今日でも、教員として多くの卓越したアーティスト・教育者が在籍しており、次のような人物がいる。ジュディス・アイスラー、エルヴィン・ヴルム、ザハ・ハディッド、ハルトムット・エスリンガー、グレッグ・リン、ヴォルフ・プリックス（コープ・ヒンメルブラウ）、そして哲学者のブルクハルト・シュミット。

## 現在
現在の学生数は約1,800人、教員数は約340人である。学生の出身国は49カ国以上であり、29種類の専門を学んでいる。学生の話す言語の数は合計56ヶ国語にも及ぶ。毎年、学生たちの作品を一般公開するために200の展示が行われ、それ以外にも多数のイベントや発表機会がある。

## 授業内容
- 応用美術とはアートと技術の共存である。
- 応用美術とはアートと社会の相互作用である。
- 応用美術とはアートによる科学への実験的アプローチである。

## 学科構成

### ディプローム課程（建築マギスター、美術マギスター）
- 建築（10セメスター）
- インダストリアルデザイン（10セメスター）
- 視覚芸術（8セメスター）
  - 専攻：彫刻、グラフィック、絵画、陶、写真
- 舞台・映像デザイン（8セメスター）
- デザイン（8セメスター）
  - 専攻：グラフィックデザイン、グラフィック・広告、ランドスケープデザイン、ファッションデザイン
- 保存修復（10セメスター）
- メディアデザイン（8セメスター、VISMED）
  - 専攻：クロスメディアアート、デジタルアート
- 美術教師教育（9セメスター）
  - 美術教育、テキスタイルデザイン、手工芸教育

### 学士課程（美術学士号）
- 言語芸術（6セメスター）
- トランスアーツ（6セメスター）

### 修士課程（美術修士号）
- アート・アンド・サイエンス（4セメスター）
- トランスアーツ（4セメスター）
- ソーシャルデザイン：都市イノベーションとしての芸術（4セメスター、2012年10月に開講）

### 博士課程
- 博士研究（6セメスター）[1]
  - 哲学博士号、理学博士号、工学博士号

### ポストグラデュエート課程

#### アート＆エコノミー

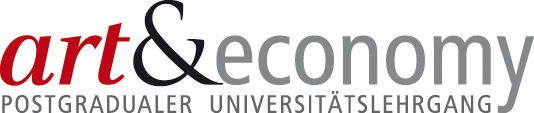
アート＆エコノミーのロゴ

アート＆エコノミーコース（Art & Economy）は、アートと経済を4セメスターかけて学ぶ社会人大学院課程である。対象として想定されている受講生は、アート・クリエイティブ業界での独立を目指す人、美術・文化理論を大学で学んだ人、そしてアートマネジメントに携わる人である。

#### 展示・文化コミュニケーションマネジメント
展示・文化コミュニケーションマネジメントコース（Exhibition and Cultural Communication Management）は、美術館や展示に関連する仕事についての学問的基礎と専門的技能を4セメスターかけて学ぶ大学院課程である。

#### 都市戦略
都市戦略コース（Urban Strategies）は、建築物としての都市を主な対象として研究・デザインを行う3セメスターからなる大学院課程である。

## モーデクラッセ
ファッションデザイン専攻のプログラムには、「今をときめく教授（Professor auf Zeit）」として著名なファッションデザイナーを招聘するモーデクラッセ（Modeklasse）という授業があり、1980年から行われている。ファッション専攻はエドゥアルト・ヨーゼフ・ヴィマー＝ヴィスグリルによって前身校のオーストリア芸術産業博物館付属工芸美術学校に設置され、1925年から1955年にかけて同氏が専攻長を務めた。その後、ゲルトルート・ホフスマン（1959-1972年）とフレート・アドルミュラー（1973-1979年）が専攻長を歴任した。1980年、オズヴァルト・オーベルヒューバーが学長に就任し、当時フランスのファッションブランド・クロエのデザイナーだったカール・ラガーフェルドが客員教授として着任した。それ以降、国際的に著名な活躍をしているデザイナーたちが教壇に立っている。
- 1980-1983：カール・ラガーフェルド
- 1983-1985：ジル・サンダー[8]
- 1985-1990：ジャン・シャルル・ドゥ・カステルバジャック
- 1990-1991：ヴィヴィアン・ウエストウッド
- 1991-1993：マーク・ボハン（ディオールの元デザイナー）
- 1993-1996：ヘルムート・ラング
- 1996-1998：ジャン・シャルル・ドゥ・カステルバジャック
- 1998-1999：パオロ・ピヴァ（インダストリアルデザイナー、臨時教授）
- 1999-2000：ヴィクター・ホスティン、ロルフ・スノラン（ヴィクター&ロルフ）
- 2000-2005：ラフ・シモンズ
- 2005-2009：ヴェロニク・ブランキーノ（アントワープ出身のアヴァンギャルドデザイナー）[9]
- 2009-2014：ベルンハルト・ウィルヘルム（アントワープ出身のドイツのデザイナー）
- 2014-現在：フセイン・チャラヤン[10]

## 著名な卒業生
- ドリット・デック（1917-2014年）：グラフィックデザイナー、版画家、アーティスト[11]
- マティアス・ローレンツ・グレフ（1984年生まれ）：アーティスト
- ヒューゴ・マークル（1964年生まれ）：アーティスト
- ピピロッティ・リスト（1962年生まれ）：ヴィジュアルアーティスト
- 上野リチ（1893-1967年）：テキスタイルアーティスト
- スティリアノス・シチョー（1977年生まれ）：アーティスト
- リスベート・ツヴェルガー（1954年生まれ）：イラストレーター